# 샬다그 부대
샬다그 부대(히브리어: שלדג)는 이스라엘 공군의 특수부대이다. 5101 부대라고도 한다. 샬다그는 히브리어로 "물총새"를 뜻한다.

## 역사
욤 키푸르 전쟁 직후인 1974년 창설되었다. 팔마힘 공군 기지에 사령부가 있으며, M203 유탄 발사기를 장착한 M16, M4A1 소총, 글록 17, 글록 19 권총, 마우저 SR 82/66 저격총 등을 사용한다. 22개월이나 훈련을 하여 요원을 양성한다.
2015년 6월 15일, 이스라엘은 총참모국 직속으로 대테러전에서 세계적인 명성을 떨친 육군의 샤이렛 메트칼(Sayreret Matkal), 해군의 13전대, 공군의 샬다그(Shaldag)부대 등 기량이 뛰어난 3개 부대를 미국처럼 JSOC로 통합해 운영하는 방안을 검토 중이다.

## 같이 보기
- 미국 공군전투통제반